# Latina (Latium)
Latina ist die Hauptstadt der italienischen Provinz Latina und mit 127.859 Einwohnern (Stand 31. Dezember 2023) die nach Rom zweitgrößte Stadt der Region Latium. Ab 1932 wurde sie zur Zeit des Faschismus als Planstadt realisiert.

## Geografie

Lage von Latina in der Provinz

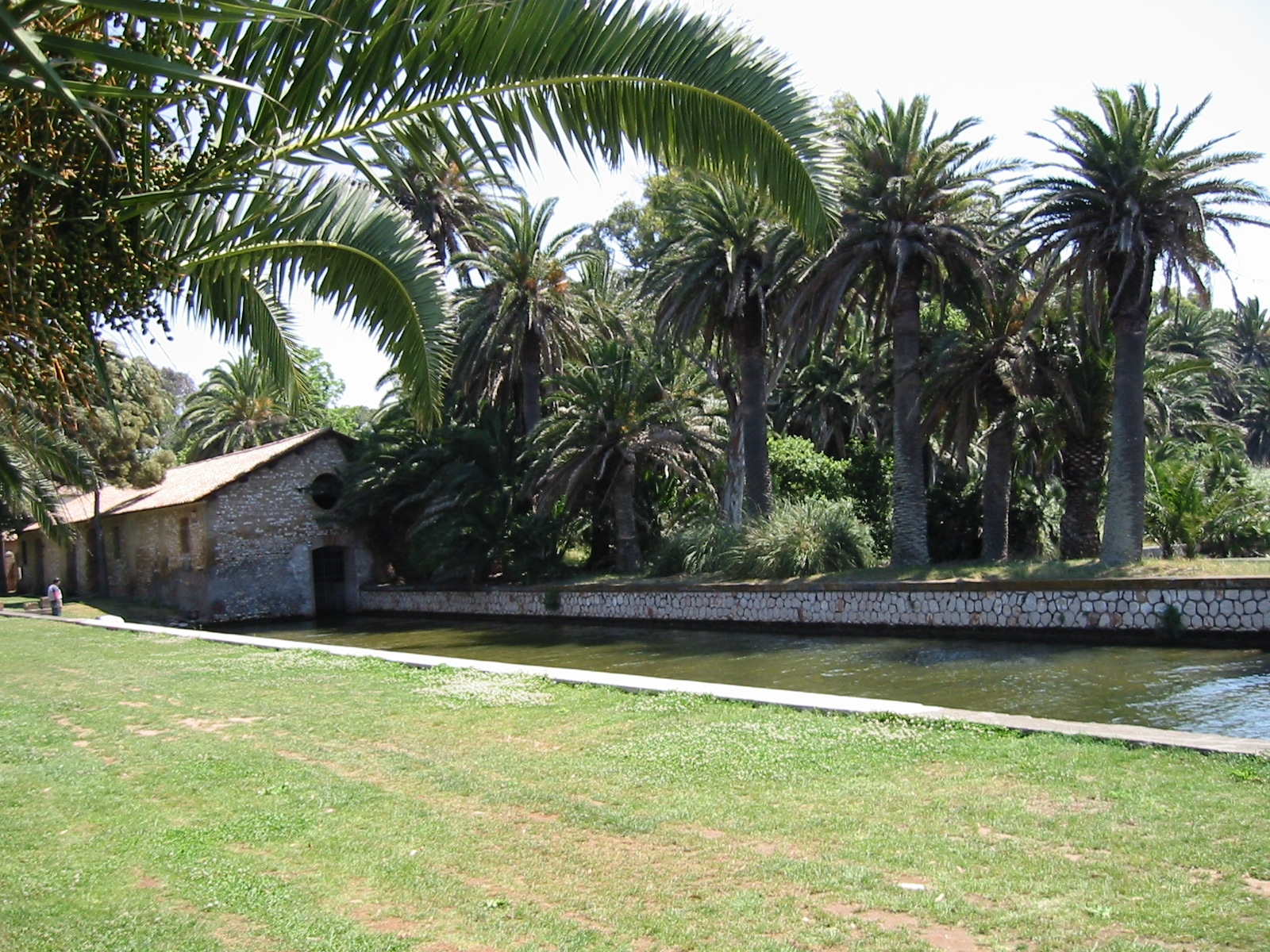
Im Botanischen Garten von Fogliano

Latina liegt 67 km südöstlich von Rom und 159 km nordwestlich von Neapel in der Pontinischen Ebene, die sich vom Monte Circeo bis an die Stadtgrenze Roms erstreckt. Mit den Stadtteilen Lido di Foce Verde, Lido di Latina und Lido di Capo Portiere besitzt die Stadt drei Seebäder am Tyrrhenischen Meer. Das Stadtgebiet erstreckt sich im Norden bis an den Fuß der Monti Lepini.
Der Küstensee Lago di Fogliano ist Teil des Nationalparks Circeo. Dazu gehören auch der botanische Garten von Borgo di Villa Fogliano und das Landgut der Caetani aus dem 18. Jahrhundert.
Das Gemeindegebiet erstreckt sich in einer Höhe von 0 bis 75 Metern über dem Meeresspiegel.
Die Gemeinde liegt in der Erdbebenzone 3 (wenig gefährdet).
Die Nachbargemeinden, im Uhrzeigersinn: Nettuno (RM), Aprilia, Cisterna di Latina, Sermoneta, Sezze, Pontinia und Sabaudia.

### Bezirke
Latina ist in die sieben Stadtbezirke Latina Centro (Zentrum), Latina Ovest (West), Latina Est (Ost), Latina Mare (Meeresküste), Latina Nord, Latina Sud und Latina Scalo (Bahnhof) eingeteilt. Die Bezirke haben jeweils einen Präsidenten und 20 Bezirksräte, die gleichzeitig mit dem Stadtrat gewählt werden.

### Verkehr
Latina ist mit den Staatsstraßen SS 7 Via Appia (Rom–Caserta–Brindisi), der SS 148 Via Pontina (Rom–Terracina), und der SS 156 Via dei Monti Lepini (Latina–Frosinone), in das Fernstraßennetz eingebunden.
Der Bahnhof Latina-Scalo (ehemals Littoria Stazione), 9 km nördlich vom Stadtzentrum, liegt an der Bahnstrecke Roma–Formia–Napoli und wurde – wie auch das Postamt – von Angiolo Mazzoni geplant. Nach der Einweihung des Bahnhofs 1932 folgte bereits zwischen 1934 und 1936 eine Erweiterung.
Beim Ortsteil Borgo San Michele gibt es einen kleinen Flugplatz (Aviosuperficie Condor) für die Allgemeine Luftfahrt.

## Geschichte
Ab 1930 ließ Benito Mussolini die Pontinischen Sümpfe südlich von Rom trockenlegen und die gewonnenen landwirtschaftlichen Gebiete von Bauersfamilien aus dem Friaul und Venetien besiedeln. Die Stadtgründung von Littoria, wie Latina ursprünglich hieß, stand zunächst im Widerspruch zur bisherigen anti-urbanistischen faschistischen Propaganda mit ihrer Überhöhung des bäuerlichen Landlebens. Sie war jedoch notwendig geworden, da die geplante dezentrale Infrastruktur die Verwaltung und Versorgung der neu gewonnenen Gebiete nicht sicherstellen konnte. Am 30. Juni 1932 legte der Kommissar für die Trockenlegung, Orsolini Cencelli, den Grundstein für das neue administrative Zentrum, als Stadtplaner wurde der wenig bekannte Architekt Oriolo Frezzotti verpflichtet.
Die Stadt entstand auf einem Grundriss in der Form eines Achtecks. Die Gebäude wurden, im Gegensatz zu den etwas späteren Gründungen wie etwa Sabaudia, in der ersten Bauphase noch in einem betont einfachen und ländlichen Stil gehalten und wegen der offensichtlichen Unvereinbarkeit mit der offiziellen Parteilinie auch ohne publizistische Begleitung errichtet. Erst gegen Ende des Jahres integrierte Mussolini die Stadtgründungen als landwirtschaftliche Gemeindezentren (Centri comunali agricoli) in das ideologische Konzept der Trockenlegung. Bereits am 18. Dezember 1932 weihte er vom Rathausbalkon aus die neue Stadt Littoria mit großem propagandistischen Aufwand ein. Unter den geänderten Vorzeichen entstanden nun auch moderne Bauten wie das Postamt von Angiolo Mazzoni (1934). Littoria wurde 1934 Hauptstadt der neu gegründeten gleichnamigen Provinz. Die Stadt wurde nach ihrer Erbauung nahezu ausschließlich von Siedlern aus Venetien bewohnt, später kamen andere Einwohner hinzu, die ersten waren Umsiedler aus der eigenen Region, dem südlichen Latium.
Der Name Littoria leitete sich von den Liktorenbündeln her, die das zentrale Herrschaftssymbol der italienischen Faschisten waren. 1946 wurde die Stadt in Latina umbenannt.

### Bevölkerungsentwicklung
| Jahr      | 1881 | 1901 | 1921  | 1936   | 1951   | 1971   | 1991    | 2001    | 2011    | 2021    |
| --------- | ---- | ---- | ----- | ------ | ------ | ------ | ------- | ------- | ------- | ------- |
| Einwohner | 509  | 916  | 1.227 | 19.654 | 35.187 | 78.210 | 106.200 | 107.898 | 120.091 | 127.861 |

Quelle ISTAT

## Politik
Vincenzo Zaccheo (PdL, bis 2008 Alleanza Nazionale) wurde im Mai 2002 zum Bürgermeister gewählt und im Mai 2007 im Amt bestätigt – trotz eines Skandals im Jahr 2005, als auf seine Anregung hin ein großes Mosaik in den Laubengängen des Rathauses angelegt wurde, das den faschistischen Führer Benito Mussolini verherrlicht. Sein Mitte-rechts-Bündnis stellte mit 25 von 40 Sitzen die Mehrheit im Gemeinderat. Seine Stadtregierung wurde im April 2010 zum Rücktritt gezwungen, nachdem in der Fernsehsendung Striscia la notizia der Mitschnitt eines vertraulichen Gesprächs von Zaccheo veröffentlicht worden war, in dem er sich bei Regionspräsidentin Renata Polverini über einen Parteikollegen beschwerte, worauf 22 Stadträte ihren Rücktritt erklärten.
Bei der vorgezogenen Neuwahl vom 15./16. Mai 2011 wurde Giovanni Di Giorgi (PdL) zum Bürgermeister gewählt, sein Mitte-rechts-Bündnis stellte 21 der 32 Gemeinderäte.
Bei der Kommunalwahl 2016 wurde der aus Latina stammende Damiano Coletta (* 1960) von der Lista Civica (Bürgerlichen Liste) neuer Bürgermeister von Latina. Seine Partei stellt 21 der 32 Gemeinderäte. Obwohl Coletta bei der Bürgermeisterwahl 2021 im ersten Wahlgang mit knapp 36 Prozent der Stimmen deutlich hinter den 48 Prozent seines Herausforderers Vincenzo Zaccheo vom rechten Parteienbündnis um Fratelli d’Italia, Lega Nord und Forza Italia lag, konnte er sich im zweiten Wahlgang mit knapp 55 Prozent der Stimmen die Wiederwahl sichern.

Historisches Wappen von Littoria
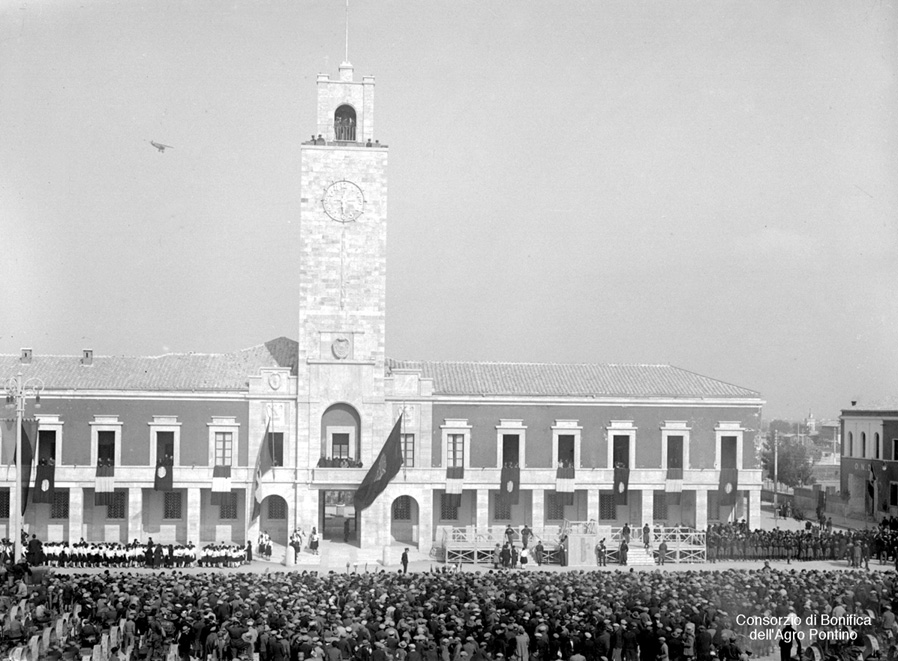
Palazzo Comunale (Rathaus) bei der Einweihung 1932
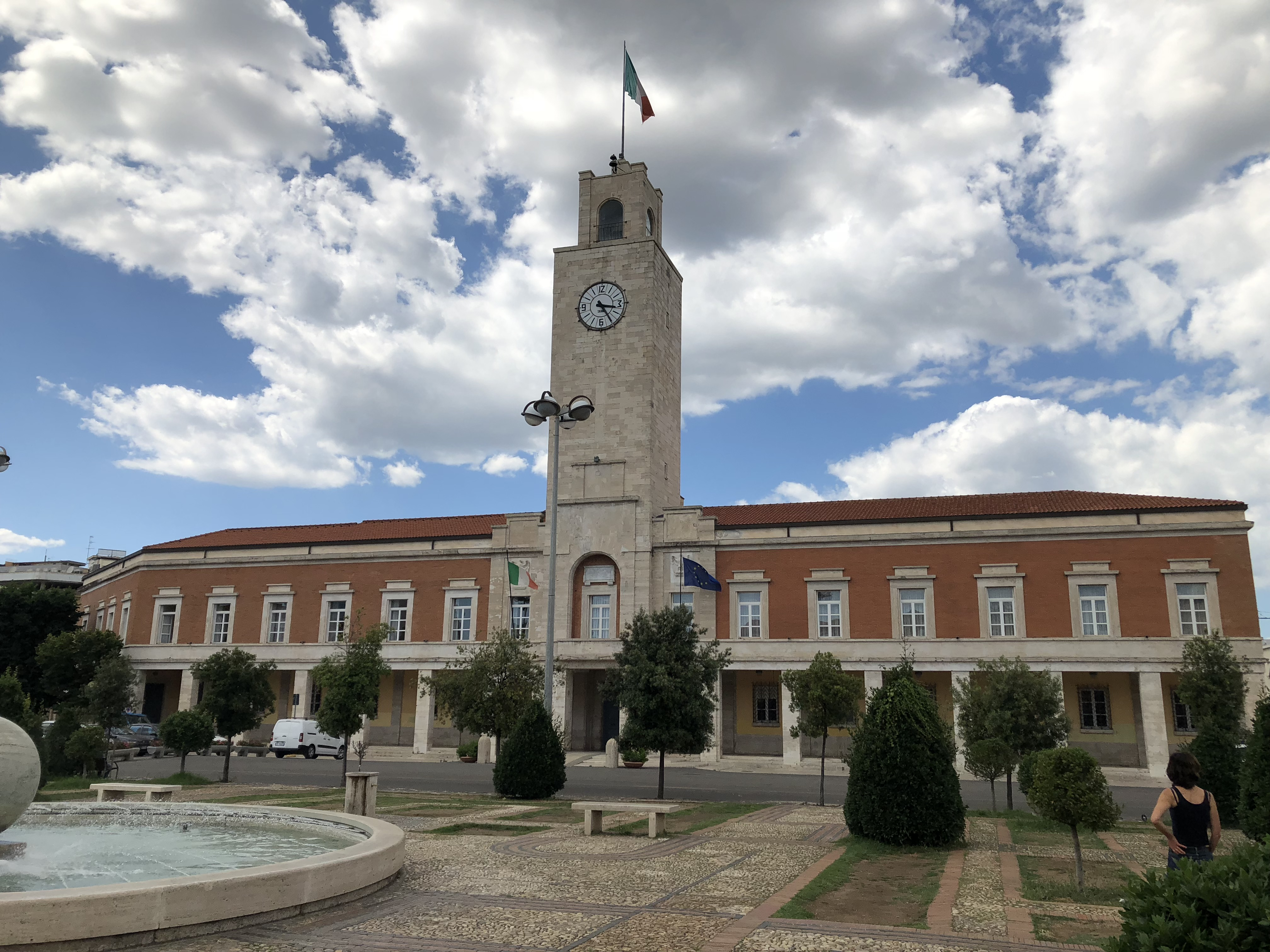
Palazzo Comunale (2018)
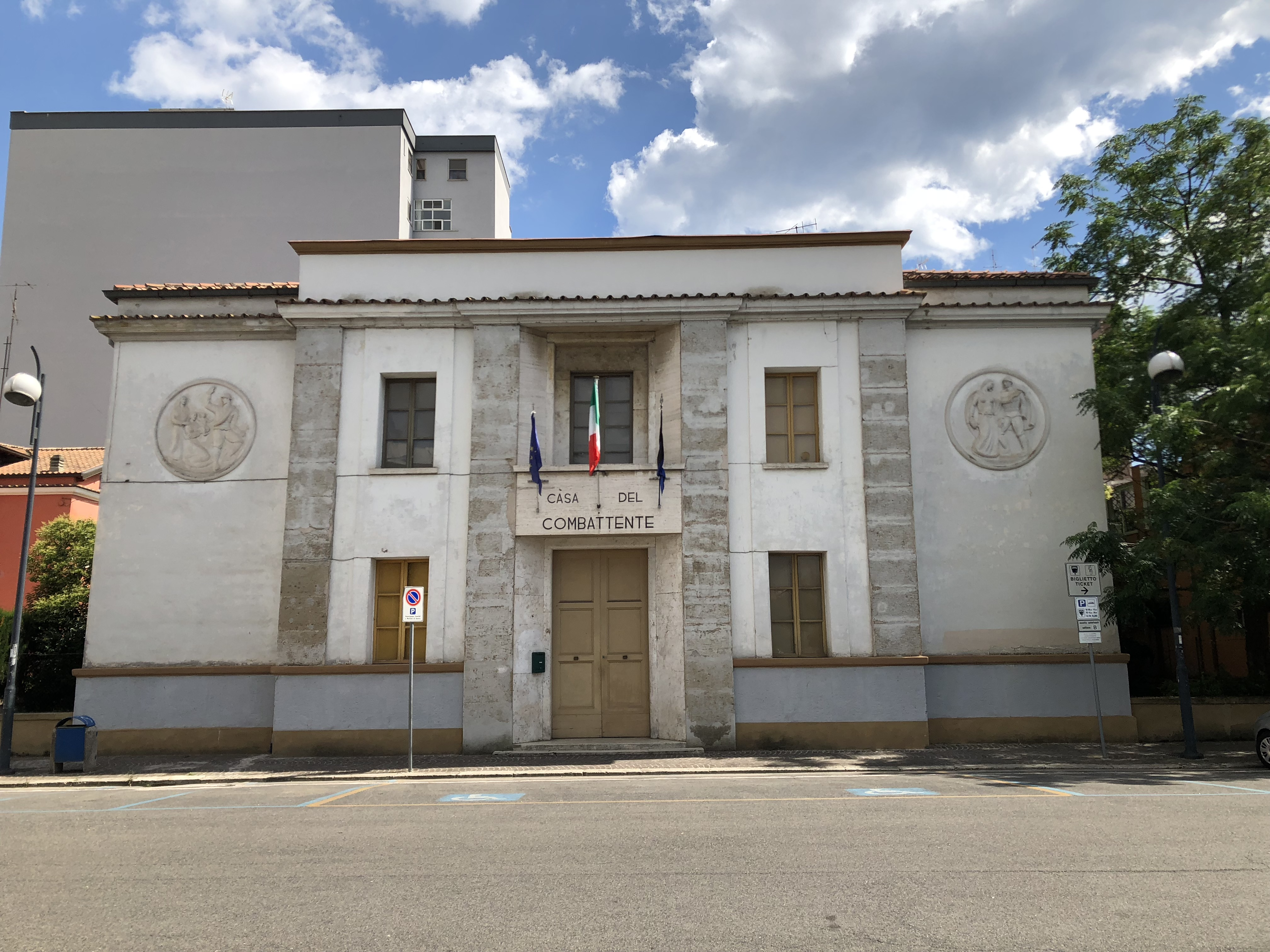
Casa del Combattente (Haus des Kämpfers) an der Piazza San Marco (2018)

### Wappen
Das Wappen von Latina stellt auf blauem Schild den Turm des Palazzo Comunale dar, der sich aus einem Sumpf erhebt. Er wird von zwei goldenen Getreidebündeln umrahmt. Auf einem Band ist das Stadtmotto Latina olim palus (Latina einst ein Sumpf) zu lesen, das auf die Stadtgründung in den trockengelegten Pontinischen Sümpfen anspielt.

### Städtepartnerschaften
- Birkenhead,  Vereinigtes Königreich
- Farroupilha,  Brasilien
- Palos de la Frontera,  Spanien

## Wirtschaft
In Latina befindet sich pharmazeutische und chemische Industrie, Käseproduktion, ein starker Dienstleistungssektor und das 1987 abgeschaltete Kernkraftwerk Latina sowie das Kernkraftwerk CIRENE, dessen Bau 1987 abgebrochen wurde. Die beiden Kernkraftwerke liegen weit außerhalb der Stadt.
Die italienische Luftwaffe unterhält auf dem Flugplatz von Latina eine Flugschule, die NATO hat dort ihre Technische Schule NATO Communication and Information System School (NCISS).
Latina und Umgebung ist bekannt für die Ausbeutung von behördlich nicht registrierten Arbeitsmigranten in der Landwirtschaft. Im Juni 2024 wurde ein besonderer Fall der »barbarischen Ausbeutung« bekannt: Ein indischer Landarbeiter starb, nachdem ihm bei einem Arbeitsunfall ein Arm abgetrennt wurde; sein Arbeitgeber hatte ihn schwer verletzt auf der Straße zurückgelassen.

## Religion
Latina ist Sitz des römisch-katholischen Bistums Latina-Terracina-Sezze-Priverno.

## Sport
- Der Fußballverein US Latina spielte von der Saison 2013/14 bis zur Saison 2016/17 in der Serie B, der zweithöchsten italienischen Spielklasse. Es folgte ein sofortiger Zwangsabstieg von der Serie C in die Serie D wegen Bankrotts. In der abgelaufenen Saison 2017/18 belegte US Latina hier den 5. Platz in der Abschlusstabelle.[18]
- Die Männermannschaft des Volleyballvereins Top Volley Latina spielt in der ersten italienischen Liga, die Damenmannschaft in der zweiten.[19]

Der Giro d’Italia machte 1992 Station in Latina. Dabei gewann Guido Bontempi die achte Etappe.

## Söhne und Töchter der Stadt
- Angelo Rossetto (1946–2022), Ruderer
- Corrado Clini (* 1947), Politiker
- Antonio Pennacchi (1950–2021), Autor und Schriftsteller
- Franco Saudelli (* 1952), Comiczeichner
- Vincenzo D’Amico (1954–2023), Fußballspieler
- Giovanni Checchinato (* 1957), römisch-katholischer Geistlicher, Erzbischof von Cosenza-Bisignano
- Matteo Adinolfi (* 1963), Politiker
- Karin Proia (* 1974), Schauspielerin
- Fabrizio Donato (* 1976), Leichtathlet
- Tiziano Ferro (* 1980), Popsänger
- Fabrizio del Monte (* 1980), Automobilrennfahrer
- Rocco Capasso (* 1981), Radrennfahrer
- Mara Santangelo (* 1981), Tennisspielerin
- Simone Venier (* 1984), Ruderer
- Calcutta (* 1989), Sänger
- Mattia Perin (* 1992), Fußballspieler